# كارل فريلينغايسن قاولد
كارل فريلينغايسن قاولد (بالإنجليزية: Carl Frelinghuysen Gould)‏ هو مهندس معماري أمريكي، ولد في 24 نوفمبر 1873 في نيويورك في الولايات المتحدة، وتوفي في 4 يناير 1939 في Swedish Health Services ‏ في الولايات المتحدة.